# Campeonato Mundial de Gimnasia en Trampolín
El Campeonato Mundial de Gimnasia en Trampolín es la competición internacional más importante del deporte de gimnasia en trampolín. Es organizado anualmente desde 1964 por la Federación Internacional de Gimnasia (FIG).
De 1964 a 1968 se celebró anualmente. De 1970 a 1998 pasó a ser bienal. Con la admisión del trampolín como deporte olímpico, pasó a disputarse nuevamente cada año excepto en el año olímpico.

## Ediciones
| Núm.    | Año  | Sede            | País           |
| ------- | ---- | --------------- | -------------- |
| I       | 1964 | Londres         | Reino Unido    |
| II      | 1965 | Londres         | Reino Unido    |
| III     | 1966 | Lafayette       | Estados Unidos |
| IV      | 1967 | Londres         | Reino Unido    |
| V       | 1968 | Amersfoort      | Países Bajos   |
| VI      | 1970 | Berna           | Suiza          |
| VII     | 1972 | Stuttgart       | RFA            |
| VIII    | 1974 | Johannesburgo   | Sudáfrica      |
| IX      | 1976 | Tulsa           | Estados Unidos |
| X       | 1978 | Newcastle       | Australia      |
| XI      | 1980 | Brig            | Suiza          |
| XII     | 1982 | Bozeman         | Estados Unidos |
| XII     | 1984 | Osaka           | Japón          |
| XIV     | 1986 | París           | Francia        |
| XV      | 1988 | Birmingham      | Estados Unidos |
| XVI     | 1990 | Essen           | RFA            |
| XVII    | 1992 | Auckland        | Nueva Zelanda  |
| XVIII   | 1994 | Oporto          | Portugal       |
| XIX     | 1996 | Vancouver       | Canadá         |
| XX      | 1998 | Sídney          | Australia      |
| XXI     | 1999 | Sun City        | Sudáfrica      |
| XXII    | 2001 | Odense          | Dinamarca      |
| XXIII   | 2003 | Hannover        | Alemania       |
| XXIV    | 2005 | Eindhoven       | Países Bajos   |
| XXV     | 2007 | Quebec          | Canadá         |
| XXVI    | 2009 | San Petersburgo | Rusia          |
| XXVII   | 2010 | Metz            | Francia        |
| XXVIII  | 2011 | Birmingham      | Reino Unido    |
| XXIX    | 2013 | Sofía           | Bulgaria       |
| XXX     | 2014 | Daytona Beach   | Estados Unidos |
| XXXI    | 2015 | Odense          | Dinamarca      |
| XXXII   | 2017 | Sofía           | Bulgaria       |
| XXXIII  | 2018 | San Petersburgo | Rusia          |
| XXXIV   | 2019 | Tokio           | Japón          |
| XXXV    | 2021 | Bakú            | Azerbaiyán     |
| XXXVI   | 2022 | Sofía           | Bulgaria       |
| XXXVII  | 2023 | Birmingham      | Reino Unido    |
| XXXVIII | 2025 | Pamplona        | España         |